# Albert Deflers
Albert Deflers, né à Doullens le 16 novembre 1844 et mort à Nancy le 4 octobre 1921, est un botaniste français.

## Biographie
Issu d'une famille de magistrats, il fait ses études à l’École forestière et devient ingénieur des Eaux et Forêts. En 1880, il se fait mettre en disponibilité pour pouvoir s'occuper de sa passion, la botanique.
Dès 1881, il parcourt l'Égypte et commence un catalogue des plantes de la vallée du Nil. Il se rend ensuite à Obock, sur le littoral de Djibouti et obtient en 1887 une mission du ministère de l'Instruction publique pour explorer le Yémen. Parti de Suez le 11 mars 1887 avec un domestique égyptien, il débute ses herborisations à Djeddah. Il visite ensuite Souakin, Massaoua et al-Hodeïda puis gagne Badschil et étudie la flore des hautes montagnes du Haraz et du djebel Schibam. Il atteint Mankhar puis entre à Sanaa le 19 mai. Il visite ensuite Chibam, Kaukaban et Amran mais, malade, quitte Sana le 29 juillet. Il se dirige vers le sud, s'arrête à Dhamar puis à Yerim, Ibb et Taïs avant d'atteindre Zebid d'où il revient à Hodeida par Beit-el-Fakih. En caboteur, il rejoint Aden puis en paquebot, Suez (septembre 1887).
De 1889 à 1894, il explore les côtes de l'Hadramaout et de l'Oman puis, avec Désiré Charnay qui a obtenu une mission du ministère de l'Instruction publique pour photographier les ruines de Marib au Yemen, tente d'atteindre le site : les deux hommes partent d'Hodeida et gagnent Sana ; ils visitent Tawila, Amran, Seradja, Dhamar puis Taïs et reviennent à Hodeida par le djebel Em-Borachi, Zebid et Beit-el-Fakih mais ne parviennent pas à entrer à Marib.
Deflers vit en Égypte jusqu’en 1918. De retour en France, il s'installe à Nancy où il meurt le 4 octobre 1921. Il lègue ses hebiers à l'université de Montpellier.

## Œuvres
- « Herborisations dans les montagnes volcaniques d'Aden », Bulletin de la Société botanique de France, vol. 32,‎ 1885, p. 343-356 (lire en ligne).
- Voyage au Yémen. Journal d'une excursion botanique faite en 1887 dans les montagnes de l'Arabie Heureuse. Suivi du catalogue des plantes recueillies, Paris, Klincksieck, 1889 (lire en ligne).
- « Note sur un Kalanchoe remarquable de l'Arabie tropicale », Bulletin de la Société botanique de France, vol. 40,‎ 1893, p. 298-301 (lire en ligne)
- « Géographie botanique : la végétation de l'Arabie tropicale au-delà du Yémen », Revue d’Égypte,‎ 1894.
- « Les Asclépiadées de l'Arabie tropicale », Mémoires de l'Institut égyptien,‎ 1896, p. 253-293 (lire en ligne)[3].
- « Excursions au Yémen », Le Tour du monde,‎ 1898, p. 265-288.
- avec Antonio Figari et A. Henry Husson : L'exploration scientifique de l'Égypte sous le règne de Mohammed Ali : travaux inédits, Le Caire, Imprimerie nationale, 1896, 132 p.